# Coccoloba paraensis
Coccoloba paraensis är en slideväxtart som beskrevs av Meissn.. Coccoloba paraensis ingår i släktet Coccoloba och familjen slideväxter. Inga underarter finns listade i Catalogue of Life.